# Судебная палата по информационным спорам при Президенте Российской Федерации
Судебная палата по информационным спорам при Президенте Российской Федерации — государственный орган при Президенте в 1993—2000 гг.

## История
Указом Президента от 29 октября 1993 года № 1792 было утверждено Положение об информационных гарантиях предвыборной агитации, образован на период избирательной кампании 1993 года (выборы депутатов Совета Федерации и Государственной Думы 12 декабря 1993 года), создан предусмотренный Положением Третейский информационный суд и утверждён его состав (суд избирал из числа своих членов Председателя Суда и Секретаря Суда).
Третейский информационный суд образовывался с целью разрешения наиболее сложных споров, вызванных несоблюдением редакциями средств массовой информации, журналистами, ведущими, кандидатами, избирательными объединениями и избирательными комиссиями требований законодательства, предъявляемых к освещению избирательной кампании в средствах массовой информации.
Своим указом от 31 декабря 1993 года № 2335 Президент РФ постановил считать Третейский информационный суд прекратившим свои полномочия 31 декабря 1993 года в связи с окончанием избирательной кампании 1993 года и создать постоянно действующую Судебную палату по информационным спорам при Президенте Российской Федерации (этим же указом утверждён состав палаты).
Указом Президента РФ от 31 января 1994 года № 228 утверждено Положение о Судебной палате по информационным спорам при Президенте Российской Федерации. По Положению основной задачей палаты является содействие Президенту Российской Федерации в эффективной реализации им конституционных полномочий гаранта закреплённых Конституцией Российской Федерации прав, свобод и законных интересов в сфере массовой информации.
Указом Президента от 3 июня 2000 года № 1013 Судебная палата по информационным спорам при Президенте Российской Федерации ликвидирована.

## Коллектив
Состав Третейского информационного суда:
1. Венгеров Анатолий Борисович — заведующий кафедрой теории государства и права Московской государственной юридической академии, доктор юридических наук, профессор
2. Воинов Алексей Евгеньевич — слушатель Школы права массовой информации
3. Ежелев Анатолий Степанович — председатель Санкт-Петербургского Союза журналистов, член Международной комиссии по политике радио и телевидения
4. Еремин Игорь Юрьевич — член Комитета по средствам массовой информации бывшего Верховного Совета Российской Федерации
5. Копейка Александр Константинович — член Комитета по средствам массовой информации бывшего Верховного Совета Российской Федерации
6. Монахов Виктор Николаевич — начальник Региональной (Архангельская область, Тверская область, Мурманская область, Новгородская область, Псковская область, Ленинградская область, г. Санкт-Петербург) Государственной инспекции по защите свободы печати и массовой информации Российской Федерации, кандидат юридических наук
7. Панярская Марьяна Викторовна — слушатель Школы права массовой информации
8. Симонов Алексей Кириллович — председатель правления Фонда защиты гласности
9. Сухомлинов Владимир Валентинович — первый заместитель председателя Международной конфедерации журналистских союзов

Состав Судебной палаты по информационным спорам при Президенте Российской Федерации:
1. Венгеров Анатолий Борисович — Председатель Судебной палаты (Председатель Третейского информационного суда, доктор юридических наук, профессор)
2. Еремин Игорь Юрьевич — заместитель Председателя Судебной палаты (член Третейского информационного суда)
3. Иванов Игорь Вячеславович — главный специалист отдела избирательного арбитража и подготовки нормативных документов Центральной избирательной комиссии
4. Копейка Александр Константинович – член Третейского информационного суда
5. Монахов Виктор Николаевич – член Третейского информационного суда, кандидат юридических наук
6. Панярская Марьяна Викторовна – член Третейского информационного суда
7. Феофанов Юрий Васильевич – главный редактор журнала «Закон»

Указом Президента от 19 июня 1996 г. № 945 Мишустина Лариса Павловна назначена членом палаты.
Указом Президента от 30 июня 1997 г. № 650 Иванов Игорь Вячеславович освобожден от должности члена палаты.
Указом Президента от 31 мая 1999 г. № 681 Мельников Михаил Александрович назначен членом палаты.
Указом Президента от 30 июля 1999 г. № 919 Еремин Игорь Юрьевич освобожден от должности заместителя председателя палаты.
Указом Президента от 30 июля 1999 г. № 920 Монахов Виктор Николаевич назначен заместителем председателя палаты.
Указом Президента от 14 января 2000 г. № 33 Панярская Марьяна Викторовна освобождена от должности члена палаты.
Указом Президента от 25 февраля 2000 г. № 439 Мишустина Лариса Павловна освобождена от занимаемой должности и назначена референтом Президента Российской Федерации.
Указом Президента от 25 февраля 2000 г. № 440 Близнец Иван Анатольевич назначен членом палаты.

## Оценка
Несистемные журналисты полагают, что создание палаты — самая радикальная попытка ограничения свободы слова в ельцинскую эпоху. И хотя функцией Судебной палаты де-юре было содействие Президенту в реализации конституционных полномочий гаранта закреплённых Конституцией РФ прав, свобод и законных интересов в сфере массовой информации, но по факту группа ельцинских «либеральных» клевретов, возглавляемая функционером Юрием Батуриным пыталась не допустить объективного освящения событий в Чечне. Во многих положениях устав СППИ напоминала появившийся в 1987 году проект закона «О печати», подготовленный в ЦК КПСС. Сведения о нём тогда просочились в общество, и на волне Перестройки он тогда вызвал резкие протесты. В прессе появились реплики «Это плановая зачистка информационной территории» . Хотя, пользуясь административными рычагами, члены СППИ фактически вынуждали журналистов петь дифирамбы своему ведомству.
Любая критика новоцензоров пресекалась жестко: с помощью прокуратуры просто сажали строптивых журналистов. СППИ начала с неангажированных изданий. Уже а марте «Коммерсант» писал:

Судебная палата по информационным спорам при президенте России на своем очередном заседании рассмотрела и дала оценку некоторым публикациям еженедельника «Новый взгляд», который редактирует известный журналист Евгений Додолев. Как отмечается в сообщении Судебной палаты для прессы, в ряде публикаций «Нового Взгляда» «грубо нарушаются правовые и общепризнанные этические нормы». Судебная палата установила, что «эти публикации представляют прямую угрозу нравственным интересам детства и юношества» .

Краснопресненская прокуратура возбудила уголовное дело. Через год по поводу публикации «античеченской» публикации Славы Могутина в том же «Новом Взгляде» с подачи СППИ возбуждено ещё одно уголовное дело, по другой статье («разжигание розни»): литератор вынужден был эмигрировать в США , где его под опеку взяли журналистские и правозащитные организации.
Ликвидация СППИ не означает, впрочем, что неявная цензура в РФ была упразднена.